# Diagrama de Tonti
O diagrama de Tonti, criado pelo físico e matemático italiano Enzo Tonti, é um diagrama que classifica variáveis e equações de teorias físicas da física clássica e relativística. As teorias envolvidas são: dinâmica de partículas, mecânica analítica, mecânica de sólidos deformáveis, mecânica de fluidos, eletromagnetismo, gravitação, condução de calor e termodinâmica irreversível. A classificação decorre da observação de que cada variável física tem uma associação bem definida com um elemento de espaço e tempo, como mostra de forma ilustrativa na Figura 1, que pode ser apreendida a partir da variável global correspondente e de seu processo de medição.

## Nota histórica
O ponto de partida dessa classificação deriva de uma observação de Maxwell, físico e matemática britânico. Falando sobre analogias em diferentes teorias físicas, Maxwell escreveu em 1871: 
 Dos fatores que a compõem [a energia], um é referente à unidade de comprimento e o outro à unidade de área. Isso dá o que considero uma distinção muito importante entre quantidades vetoriais. 
 Essa observação nos leva a uma distinção entre vetores referentes a linhas e vetores referentes a superfícies. Isso não é considerado no cálculo vetorial ou na física, normalmente. Portanto, no eletromagnetismo, os vetores E e H estão associados às linhas e os vetores D e B estão associados às superfícies. Essa distinção leva a uma classificação de variáveis físicas com base em sua associação com elementos do espaço. Maxwell continua: 
 É somente através do progresso da ciência nos últimos tempos que nos familiarizamos com um número tão grande de quantidades físicas que é desejável uma classificação delas. [...] Mas a classificação a que agora me refiro se baseia na analogia matemática ou formal das diferentes quantidades, e não no assunto a que pertencem. 
 O diagrama de classificação surge diretamente de uma análise da associação de variáveis físicas em diferentes teorias físicas, qualquer que seja sua natureza matemática, como escalares, vetores, tensores, etc., com elementos de espaço e tempo.

## Os três tipos de quantidades físicas
As quantidades físicas podem ser divididas em três categorias principais: variáveis físicas, parâmetros físicos e constantes fundamentais.
E a física, em comparação com outras ciências naturais, tem o grande privilégio de considerar os atributos quantitativos dos sistemas físicos e, a partir deles, originam as quantidades físicas, que podem ser escalares, vetores, tensores, etc.

## Variáveis globais em variáveis de espaço e campo
O termo variáveis globais espaço refere-se a todas as variáveis físicas que não são densidades de outras variáveis. A distinção entre variáveis globais e densidades correspondentes é essencial. A densidade de massa é dada pela razão massa / volume, sendo a massa a variável global. Pressão é a razão da força normal em um elemento da superfície plana e a área da superfície; portanto, a força normal é a variável global e a pressão é sua densidade superficial. A tensão de uma barra é a razão entre o alongamento e o comprimento original, o alongamento sendo a variável global e a tensão da densidade da linha. O próprio fato de criarmos densidades de volume, superfície ou linha destaca que as variáveis globais correspondentes estão associadas a volumes, superfícies e linhas. Toda densidade é obtida dividindo uma variável global pela extensão do elemento espacial associado.
O tratamento matemático da física também costuma considerar o limite dessa razão para obter uma densidade pontual, ou seja, uma variável de campo. Geralmente, as variáveis de campo são preferidas às variáveis globais, na medida em que expressamos as variáveis globais como integrais das respectivas variáveis de campo e as chamamos de variáveis integrais. Variáveis integrais são variáveis globais, mas também existem variáveis globais associadas a pontos e que, portanto, não podem ser consideradas variáveis integrais. Portanto, variáveis globais formam uma classe mais ampla em comparação com variáveis integrais; por esse motivo, em vista da classificação, o uso do termo “variáveis globais” é preferível ao de “variáveis integrais”.

## Variáveis globais em tempo e taxas
O termo variáveis globais de tempo é usado para indicar variáveis que não são taxas de outras variáveis.  Deslocamento, impulso, momento e vetor de posição são, portanto, variáveis globais. O deslocamento e o impulso estão associados a intervalos de tempo, enquanto o vetor de momento e posição estão associados a instantes. Isso é evidente se pensarmos que podemos executar as taxas das duas primeiras variáveis, obtendo velocidade e força, respectivamente, enquanto não podemos executar as taxas das duas últimas variáveis.

## Os três tipos de variáveis físicas
As variáveis físicas, tanto variáveis globais quanto densidades, por sua vez, podem ser divididas em três classes: aquelas que caracterizam a configuração de um sistema ou campo, aquelas que descrevem a fonte de um fenômeno ou campo e, finalmente, variáveis energéticas. Todo sistema físico, mesmo um campo, tem sua própria "configuração", e as variáveis que descrevem essa configuração são chamadas de variáveis de configuração. Cada campo tem suas fontes (por exemplo, cargas elétricas são a fonte de campos elétricos, geradores de calor são a fonte de campos térmicos e forças são a fonte de movimento e deformação): variáveis que descrevem fontes são chamadas variáveis de fonte. A terceira categoria, a de variáveis de energia, é criada multiplicando uma variável de configuração por uma variável de origem. O problema fundamental de um campo é encontrar a configuração do campo a todo instante, dada a distribuição espacial e a intensidade de suas fontes (ou seja: dadas as causas, determinando os efeitos).

## Elementos de espaço e tempo
Com o termo "elementos espaciais", pretendemos pontos, linhas, superfícies e volumes, que são designados P, L, S e V, respectivamente. Pelo termo "elementos do tempo", pretendemos instantes e intervalos de tempo, os quais são denotados I e T, respectivamente. Os elementos espaciais são naturalmente classificados de acordo com sua dimensão, do menor ao maior, isto é, pontos, linhas, superfícies e volumes. A mesma classificação se aplica aos elementos do tempo, isto é, instantes e intervalos.

## Associação com elementos do espaço

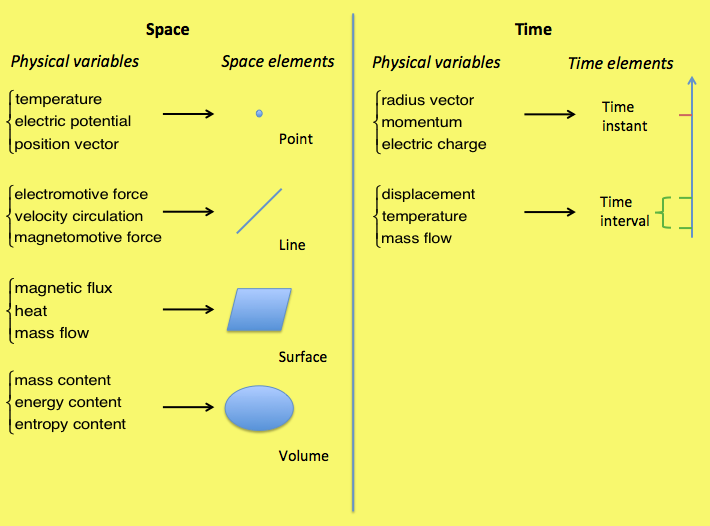
Figura 1. A figura mostra várias variáveis físicas com os elementos de espaço e tempo aos quais eles estão associados.

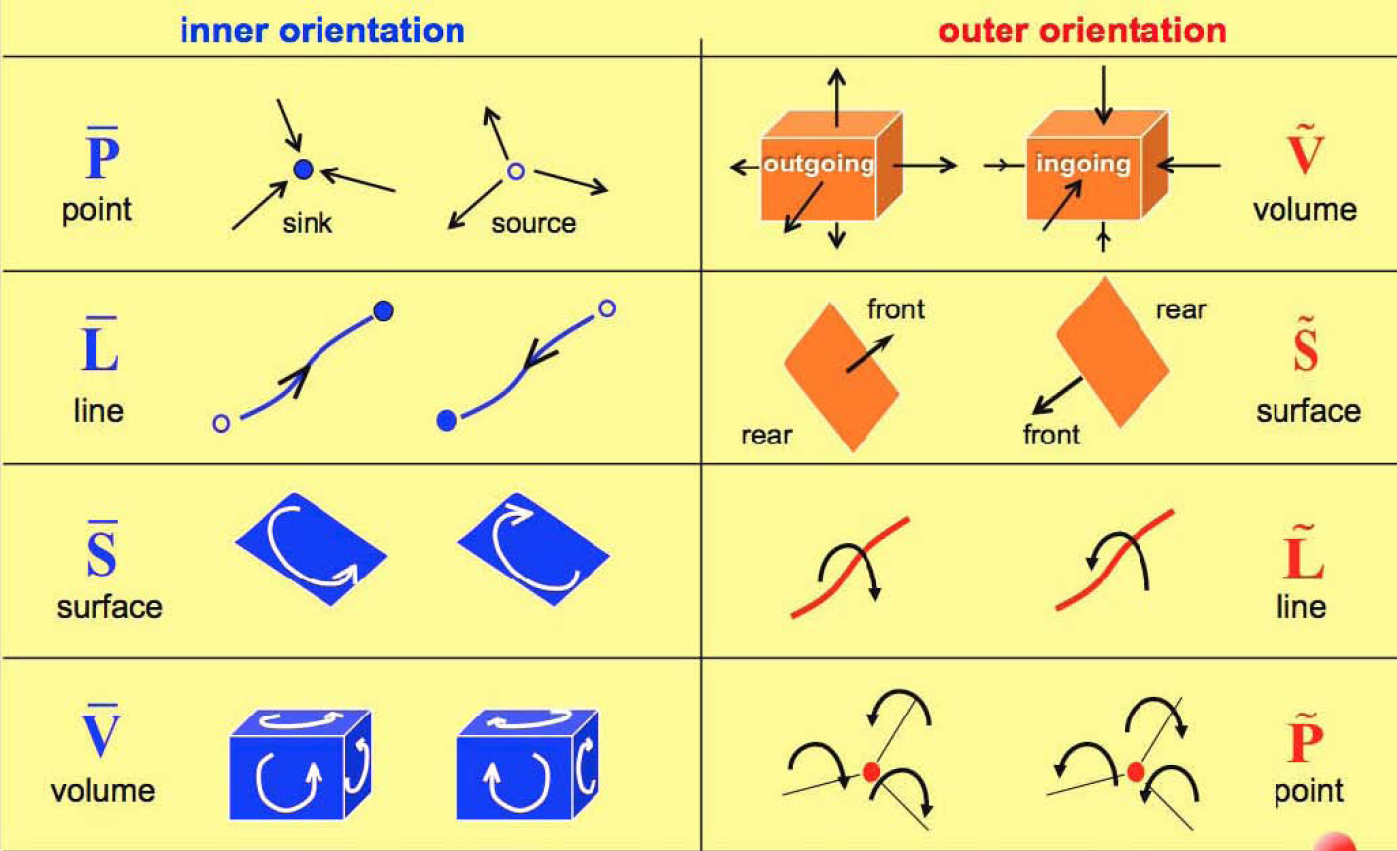
Figura 2. Cada elemento do espaço pode ser dotado de uma das duas orientações possíveis: interna e externa.

Todos os fluxos (por exemplo, fluxo magnético, fluxo elétrico, fluxo de vórtice) fazem referência a uma superfície ( S ), todas as variáveis expressas por uma integral de linha (por exemplo, força eletromotriz, circulação de velocidade, força magnetomotiva) fazem referência a uma linha ( L ) e todos O conteúdo (por exemplo, energia, massa, entropia, etc.) faz referência a um volume ( V ). Por fim, todos os potenciais (por exemplo, potencial elétrico, potencial de velocidade, temperatura) fazem referência a um ponto ( P ).

## Associação com elementos de tempo
Existe uma associação semelhante entre variáveis globais de tempo e elementos de tempo. Portanto, um deslocamento é associado a um intervalo de tempo ( T ), enquanto um vetor de posição é associado a um instante de tempo ( I ). Nesta associação, o processo de medição deve ser levado em consideração, porque a temperatura é referida por um instante, mas sua medição envolve um intervalo de tempo - o necessário para alcançar o equilíbrio térmico. Portanto, diz-se que a temperatura está associada a um intervalo de tempo ( T ). Da mesma forma, a medição de uma força requer que seja alcançado um equilíbrio mecânico, portanto, está associado a um intervalo de tempo ( T ).

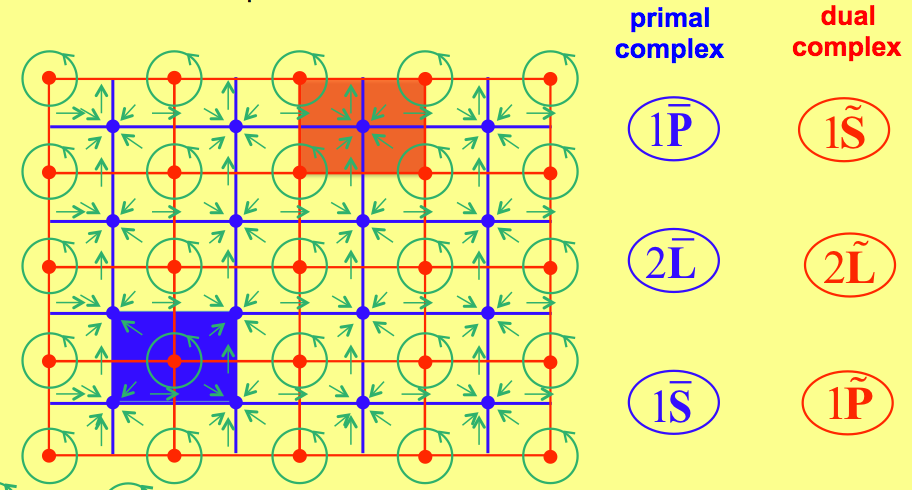
Figura 3 Esquerda) Um complexo celular bidimensional e seu dual; à direita) a classificação de seus elementos espaciais.

## Associação herdada de variáveis de campo
Como em cada campo da física as variáveis globais estão associadas a um elemento espaço e tempo, a associação das densidades correspondentes e as taxas com o elemento espaço e tempo da variável global correspondente é espontânea. Diz-se que as densidades e as taxas herdam a associação de suas variáveis globais correspondentes. A mesma associação herdada permanece assim que executamos o limite para obter as variáveis de campo.

## Orientação dos elementos do espaço
Nesta classificação, a orientação dos elementos do espaço tem um papel fundamental. Existem dois tipos de orientação: orientação interna e externa, como mostrado na Fig. 2.
Há uma correspondência surpreendente entre o papel que uma variável física desempenha em uma teoria e o tipo de orientação do elemento espacial correspondente: uma análise detalhada das variáveis físicas mostra que as variáveis de configuração estão associadas aos elementos espaciais dotados de orientação interna enquanto o a fonte e as variáveis de energia estão associadas à orientação externa.

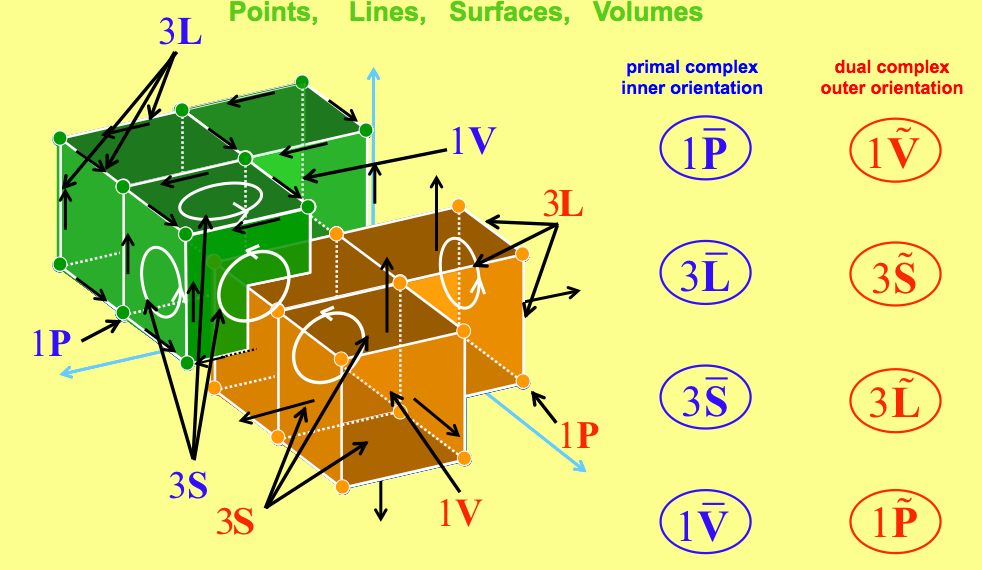
Figura 4. Esquerda) Um complexo celular tridimensional e seu dual; à direita) a classificação de seus elementos espaciais.

## Complexos celulares
Para destacar os quatro elementos do espaço, é conveniente dividir uma região do espaço em muitas células, criando assim um complexo celular. Os vértices representam pontos, as linhas das arestas, as superfícies das faces e as próprias células em volume. Cada um desses elementos pode receber uma orientação interna. Como também precisamos de elementos espaciais com orientação externa, é conveniente considerar o complexo duplo, obtido pela união dos centróides das células pertencentes ao complexo primordial. Fazendo isso, vemos que a orientação interna de cada elemento do complexo primal induz uma orientação externa no elemento correspondente do complexo duplo.
As Figuras 3 e 4 mostram como os elementos espaciais do complexo primal, que são dotados de orientação interna, induzem uma orientação externa nos elementos do complexo duplo. Além disso, os elementos espaciais dos dois complexos podem ser organizados em um diagrama como o mostrado no lado direito das figuras.
Um complexo celular e seu dual constituem uma estrutura válida para descrever a associação de variáveis físicas com os elementos do espaço orientado. Para ser preciso, as variáveis de configuração, associadas aos elementos do espaço com orientação interna, podem ser associadas aos elementos do complexo primal, enquanto as variáveis de origem, associadas aos elementos do espaço com uma orientação externa, podem ser associadas ao os elementos do complexo duplo.

## Orientação dos elementos temporais

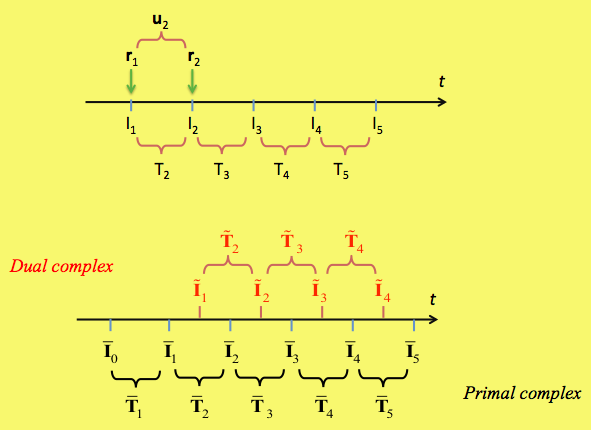
Figura 5. Elementos do tempo. I _{k} = instantes de tempo; _{Tk} = intervalos de tempo; r _{k} = vetor de posição; u _{k} = deslocamento.

À primeira vista, as noções de orientação interna e externa de um elemento do tempo podem parecer estranhas, certamente incomuns. Considere uma subdivisão do eixo do tempo em muitos intervalos adjacentes. Fazendo isso, construímos um complexo celular unidimensional com o tempo. Considerando agora os instantes do meio de cada intervalo de tempo, temos um segundo complexo celular no tempo. O primeiro complexo é chamado primal e o segundo dual.
Complexo primordial, orientação interna : A questão em que aponta como fato do eixo do tempo estar orientado implica que cada intervalo de tempo é orientado: essa orientação é a orientação interna dos intervalos de tempo primordiais.
Como a variação de uma função de tempo  φ (t) pode ser descrita e definida como  Δφ = + φ (t + h) -φ (t),  para conceber os sinais "+" e "-" dessa fórmula como números de incidência entre um intervalo de tempo e seus instantes delimitadores, estes devem ser considerados como "sumidouros".
Orientação externa complexa dupla : o instante do meio de cada intervalo de tempo é chamado instante de tempo duplo e podemos dar a mesma orientação do intervalo de tempo primordial. Isso é chamado de orientação externa do instante de tempo duplo. Por sua vez, os intervalos de tempo que conectam dois instantes de tempo duplos adjacentes são chamados de intervalos de tempo duplos. Mais uma vez, podemos atribuir a eles a orientação induzida pelos instantes primitivos do tempo, como mostra a Figura 5. Isso é chamado de orientação externa dos intervalos de tempo duplos.

## O nascimento do diagrama de classificação[5]

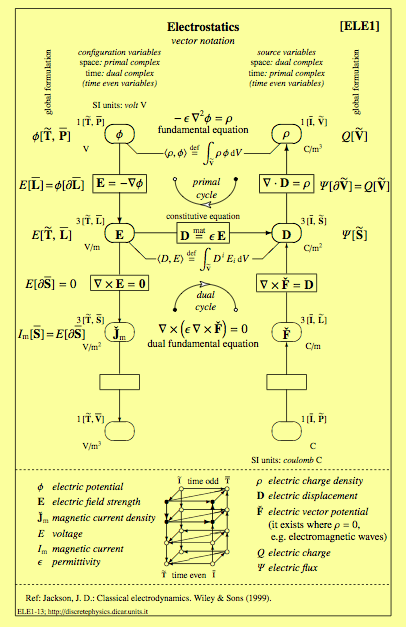
Figura 6. Diagrama de classificação para eletrostática.

O fato de que variáveis físicas estão associadas a elementos de espaço e tempo dotados de orientação interna ou externa e que elementos de espaço e tempo de um complexo celular primitivo e duplo podem ser classificados como mostrado no lado direito das Figs. 3 e 4, sugere uma classificação correspondente de variáveis físicas. Considere, como exemplo, o diagrama de classificação da eletrostática, mostrado na Fig. 6. A coluna da esquerda inclui as variáveis físicas associadas ao complexo celular primordial, cujos elementos são dotados de orientação interna: essas são as variáveis de configuração. A coluna da direita inclui as variáveis físicas associadas ao complexo de células duplas, cujos elementos são dotados de orientação externa: essas são as variáveis de origem.
As equações que ligam as variáveis estão contidas nas caixas retangulares. As equações em cada coluna vertical são equações de equilíbrio, equações circuitais e equações de formação de gradiente. Eles têm uma estrutura topológica e são chamados de equações topológicas. Aqueles que vinculam variáveis de configuração a variáveis de origem - contidas nos links horizontais - são equações materiais ou constitutivas e pertencem à categoria de equações fenomenológicas.

## O diagrama de tempo

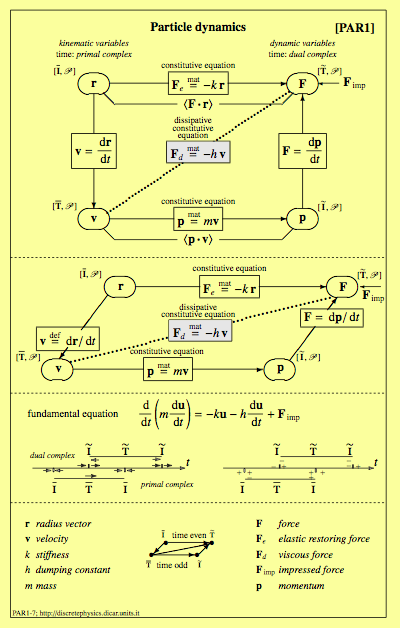
Figura 7. Diagrama de classificação para dinâmica de partículas.

A dinâmica de partículas, a mecânica analítica e as redes elétricas utilizam variáveis espaço-globais que dependem apenas da variável tempo. Referindo-se aqui à dinâmica de partículas, vemos que as variáveis de configuração são variáveis geométricas e cinemáticas, enquanto as variáveis de origem são variáveis estáticas e dinâmicas. Na Fig. 7, vemos que variáveis cinemáticas estão na coluna da esquerda, enquanto variáveis dinâmicas estão na coluna da direita. O diagrama mostra três equações fenomenológicas: as que conectam duas variáveis no mesmo nível descrevem uma relação reversível (ou seja, uma relação não dissipativa), enquanto as que ligam força à velocidade descrevem uma relação irreversível (ou seja, uma relação dissipativa). A natureza dissipativa é demonstrada pelo fato de que uma variável, velocidade, muda de sinal sob inversão de movimento, enquanto a outra, força, não.

## O diagrama espaço-tempo

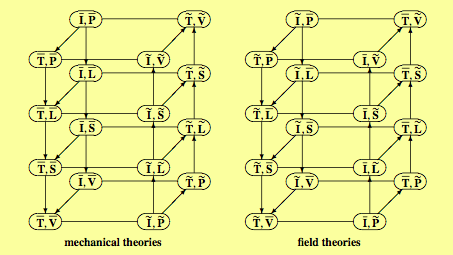
Figura 8. Os dois diagramas de classificação dos elementos espaço-tempo.

Como todas as variáveis físicas globais estão associadas a um elemento de tempo e espaço, parece útil ter um diagrama de classificação combinando elementos de espaço e tempo. Quando os quatro elementos espaciais P, L, S e V são acoplados aos dois elementos temporais I e T, obtemos oito combinações possíveis. Além disso, se considerarmos que cada elemento espacial e cada elemento temporal pode ser dotado de duas orientações, interna e externa, devemos combinar os elementos espaciais orientados 4x2 com os elementos temporais orientados 2x2, obtendo assim 32 combinações possíveis de espaço-tempo. A Fig. 8 mostra os dois possíveis diagramas de classificação dos elementos espaço-tempo. A primeira versão associa os elementos espaciais dotados de orientação interna aos elementos temporais dotados de orientação interna e vice-versa: é o caso da mecânica em todas as suas manifestações, como mecânica analítica e de partículas, mecânica de sólidos deformáveis e mecânica de fluidos. A segunda versão associa os elementos espaciais dotados de orientação interna aos elementos temporais dotados de orientação externa e vice-versa. É o caso de teorias de campo como eletromagnetismo, gravitação, condução térmica e termodinâmica irreversível.
Os diagramas de espaço-tempo mostram claramente quais equações fenomenológicas descrevem fenômenos irreversíveis: são elas que vinculam variáveis que estão no mesmo nível, mas conectam uma caixa no lado esquerdo dianteiro com uma caixa no lado traseiro direito.